# Sebestyén Ihrig-Farkas
Sebestyén Ihrig-Farkas (* 28. ledna 1994, Budapešť, Maďarsko) je maďarský fotbalový záložník, který v současnosti hraje za maďarský klub Honvéd Budapešť. Hraje na pozici ofenzivního středopolaře.

## Klubová kariéra
V profesionální kopané debutoval v maďarském klubu Honvéd Budapešť. V lednu 2012 odešel na své první zahraniční angažmá do italského celku Parma FC. V červenci 2013 odešel na roční hostování z Parmy do slovinského týmu ND Gorica.
V srpnu 2014 se vrátil do Honvédu.